# Stupéfiants (film)
Pour les articles homonymes, voir Stupéfiant (homonymie).
Pour plus de détails, voir Fiche technique et Distribution.
Stupéfiants (version française du film allemand : Der weiße Dämon) est un film allemand sorti en 1932 et réalisé par Kurt Gerron et Roger Le Bon.
Le film est une version alternative du film tourné en allemand et titré Der weiße Dämon.

## Fiche technique
- Titre de la version allemande : Der weiße Dämon
- Réalisateurs : Kurt Gerron et Roger Le Bon
- Scénario : Philipp Lothar Mayring, Georges Neveux (adaptation et dialogue), Friedrich Zeckendorf
- Production : Universum Film (UFA)
- Genre : Drame
- Distributeur : L'Alliance Cinématographique Européenne
- Durée : 77 minutes
- Date de sortie : 1932

## Distribution
- Jean Murat : Henri Werner, le frère de Liliane
- Danièle Parola : Liliane Werner, une grande actrice dépendante de la drogue
- Peter Lorre : le bossu
- Jean Worms : Louis Gordon
- Jeanne Marie-Laurent : Madame Werner (la maman d'Henri et de Liliane)
- Roger Karl : le marquis d'Esquillon
- Monique Rolland : Dora Lind
- Jean Mercanton : Pierre
- Lucien Callamand : le détective
- Gaston Mauger : le capitaine
- Henry Bonvallet : le commissaire
- Pierre Piérade : l'ouvreur
- Brevannes
- Louis Brody
- Pierre Labry : le docteur